# Anton-Bruckner-Museum
Het Anton-Bruckner-Museum is een museum in Ansfelden (Oostenrijk) gewijd aan de componist Anton Bruckner (1824-1896).
Het museum laat muziek horen van Bruckner en van tijdgenoten die hem muzikaal hebben beïnvloed. Akoestisch komt hierdoor een groot deel van de Oostenrijkse muziekgeschiedenis uit de 19e eeuw aan bod. Het museum toont allerlei stukken uit het leven en werk van de componist, zoals een klavechord, orgelklavier, viool, dirigeerstok, gilet, documenten en muziekpapier. Er worden ook andere memorabilia uit zijn tijd getoond, waaronder allerlei foto's. 
Het museum richt zich op een breed publiek, inclusief bezoekers die niet vertrouwd zijn met zijn werk zoals scholieren. Om het aantrekkelijk voor hen te maken, werd het programma in samenwerking met de Anton-Bruckner Privé-universiteit opgesteld. Zo staat er onder meer een ontdekkingskist en er is een quiz samengesteld. Ook is er documentatiemateriaal dat afgestemd is op kinderen.
Een maquette in het museum toont het dorpskarakter van Ansfelden toen de componist er werd geboren.

## Geschiedenis
Bruckner werd in dit huis geboren als zoon van een schoolmeester. Het is altijd verbonden geweest aan de leraar van de dorpsschool, en voor de familielijn van Bruckner was dit het geval sinds 1777. In 1853/54 werd het pand aanzienlijk vergroot en in 1895 werd ter ere van hem een gedenkplaat aan de muur bevestigd. De deelstaat Opper-Oostenrijk kreeg het in 1967 in zijn bezit en opende er in 1972 het museum. Later werd het museum grondig verbouwd en in 2014 heropend.
Bruckner woonde hier tot zijn elfde levensjaar en vertrok in 1835 voor een muzikale opleiding naar Hörsching. Twee jaar later woonde hij er nog eens, om zijn zieke vader te helpen op school. Dit was voor korte tijd, omdat die nog hetzelfde jaar overleed. 